# David Gross
David Jonathan Gross (Washington, 19 febbraio 1941) è un fisico statunitense.
È vincitore del Premio Nobel per la fisica del 2004, insieme a Hugh David Politzer e Frank Wilczek, per la scoperta della libertà asintotica nella cromodinamica quantistica, che ha permesso di completare il quadro del modello standard.

## Biografia
Si laureò nel 1962 all'Università Ebraica di Gerusalemme, ottenendo poi nel 1966 il PhD all'Università della California - Berkeley.
Nel 1973, insieme a Wilczek, giunse alla scoperta della libertà asintotica, la quale descrive come l'interazione forte che media la forza tra i quark sia estremamente debole a corto raggio, per aumentare via via con la distanza. La scoperta fu ottenuta contemporaneamente e indipendentemente anche da Politzer.
Gross ricevette anche la Medaglia Dirac nel 1988. Dal 1997 al 2012 è stato Direttore dell'Istituto Kavli di Fisica Teorica.